# Alex Llompart
 Alex Llompart  (nacido el 11 de mayo de 1990) es un tenista profesional puertorriqueño, nacido en la ciudad de San Juan (Puerto Rico).

## Carrera
Su mejor ranking individual es el Nº 725 alcanzado el 23 de diciembre de 2013, mientras que en dobles logró la posición 316 el 27 de enero de 2014.
No ha logrado hasta el momento títulos de la categoría ATP ni de la ATP Challenger Tour, aunque sí ha obtenido varios títulos Futures en dobles.

### Copa Davis
Desde el año 2007 es participante del Equipo de Copa Davis de Puerto Rico. Tiene en esta competición un récord total de partidos ganados/perdidos de 21/12 (15/7 en individuales y 6/5 en dobles).